# ديريك لوي
ديريك لوي (بالإنجليزية: Derek Lowe) (و. 1973  م) هو لاعب كرة قاعدة، من الولايات المتحدة، ولد في ديربورن، ميشيغان، يلعب كمرسل الكرة ‏.

## روابط خارجية
- ديريك لوي على موقع دوري كرة القاعدة الرئيسي (الإنجليزية)
- ديريك لوي على موقعبيزبول رفرنس.كوم (الدوري الرئيسي) (الإنجليزية)
- ديريك لوي على موقعبيزبول رفرنس.كوم (الدوري الثانوي) (الإنجليزية)
- ديريك لوي على موقع إي إس بي إن.كوم (أم.أل.بي) (الإنجليزية)
- ديريك لوي على موقع مشجعي الرسوم البيانية (الإنجليزية)